# Martin Bayfield
Martin Christopher Bayfield (nacido el 21 de diciembre de 1966) es un actor, locutor y ex jugador de rugby inglés que jugó como delantero para Northampton Saints, Bedford Blues e Inglaterra, ganando 31 partidos internacionales con Inglaterra y 3 con los Lions.

## Primeros años y carrera
Bayfield nació en Bedford y se educó en la escuela Bedford. Sirvió en la Policía Metropolitana de 1985 a 1989, antes de transferirse a la Policía de Bedfordshire. Con 208 centímetros de altura, hizo su debut en Inglaterra en 1991 y, aunque fue excluido del equipo de la Copa Mundial de 1991, formó parte del equipo ganador del Grand Slam de las Cinco Naciones de 1992. Participó en la gira de los Leones Británicos de 1993 a Nueva Zelanda y formó parte del equipo de la Copa del Mundo de 1995. Jugaría 18 veces haciendo pareja con Martin Johnson. Su última aparición con Inglaterra se produjo en el partido de las Cinco Naciones de 1996 contra Gales.
Su último partido fue contra Gloucester en febrero de 1998; una lesión en el cuello sufrida durante un entrenamiento unos días después le obligó a retirarse.

## Carrera cinematográfica y televisiva
Desde su jubilación, Bayfield ha trabajado como periodista, orador de sobremesa y ha aparecido en todas las películas de Harry Potter interpretando al semigigante Hagrid, como el cuerpo y doble de riesgo de Robbie Coltrane (también apareció en Harry Potter y la cámara secreta como un joven Rubeus Hagrid). Siguiendo con la temática actoral, también interpretó a un cíclope en Wrath of the Titans de Jonathan Liebesman, la secuela de la película de 2010 Furia de titanes. Bayfield también interpretó a "Rugby Player 1" en un episodio de la serie New Tricks de BBC One (mostrado por primera vez el 1 de septiembre de 2008).
En su carrera televisiva, Bayfield presentó la cobertura de la NFL y El hombre más fuerte del mundo en Channel 5 del Reino Unido y trabajó como corresponsal de rugby en BBC Radio 5 Live. También se desempeñó como presentador de la cobertura de ITV de las Copas Mundiales de Rugby de 2007 y 2011, además de presentar los aspectos más destacados de la Guinness Premiership de ITV. De 2012 a 2016, copresentó Crimewatch de la BBC con Kirsty Young. Desde el 23 de agosto de 2018, Martin participó en Celebrity Masterchef, del cual alcanzó los tres últimos mostrados en BBC One el 28 de septiembre de 2018.
En 2013, BT Sport adquirió los derechos exclusivos de la Aviva Premiership. Bayfield (junto con su copresentador de ITV Craig Doyle) se mudó al nuevo canal y ahora trabaja como presentador, experto y reportero de campo.

## Vida personal
Bayfield está casado con su segunda esposa, Jane Goodman, y tiene tres hijas, Roseanna, Polly y Lucy, que tuvo con su primera esposa, Helena.
En agosto de 2014, Bayfield fue una de las 200 figuras públicas que firmaron una carta a The Guardian expresando su esperanza de que Escocia votara a favor de seguir siendo parte del Reino Unido en el referéndum de septiembre sobre ese tema.
Participa activamente en organizaciones benéficas y es presidente honorario de la Wooden Spoon Society, la organización benéfica de rugby que apoya a niños y jóvenes desfavorecidos.
Bayfield publicó A Very Tall Story, una memoria de sus días en el rugby, el 15 de septiembre de 2022.

## Filmografía

### Películas
| Año  | Título                           | Papel               | Notas                                        |
| ---- | -------------------------------- | ------------------- | -------------------------------------------- |
| 2002 | Harry Potter y la cámara secreta | Rubeus Hagrid joven | También doble de cuerpo para Robbie Coltrane |
| 2007 | StagKnight                       | Caballero / William |                                              |
| 2012 | Wrath of the Titans              | Cíclope             |                                              |